# Piaggio Fly

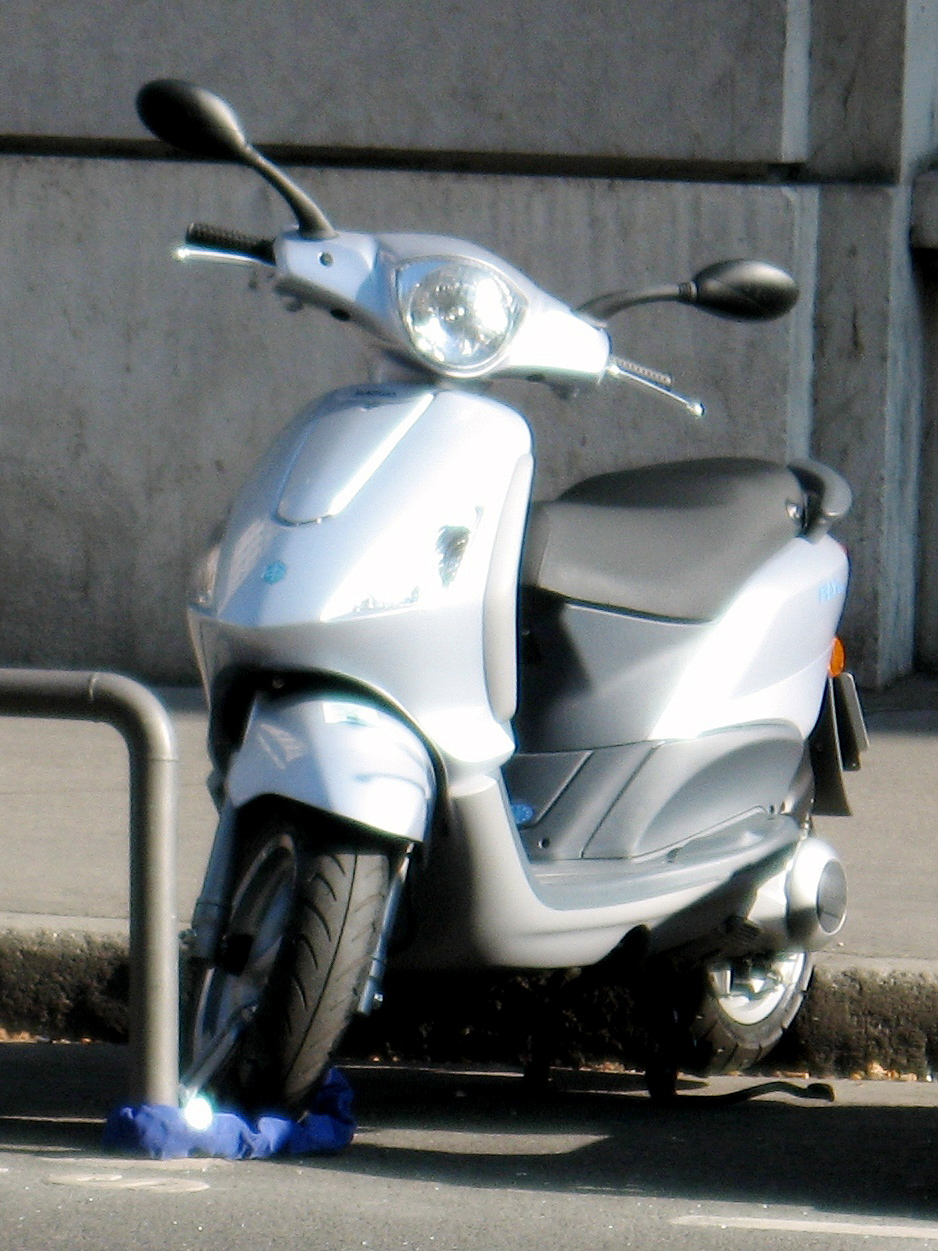
Piaggio Fly (2005-2008)

Piaggio Fly is een scooter van het merk Piaggio. De Fly is de grotere broer van de Zip instapmodel. In 2005 werd de eerste versie op de markt gebracht. In 2012 kwam een herziene versie op de markt, de Piaggio New Fly. Dit bracht een nieuw, verfrissend design en enkele bijkomende voordelen, waaronder meer bagageruimte. 
Piaggio heeft in 2018 besloten de Piaggio New Fly niet langer te produceren.

## Modellen
- Piaggio Fly 50, 50cc, 2005 - 2006
- Piaggio Fly 50 4T, 50cc, 2006-2007, vernieuwd 2008-2012
- Piaggio Fly 100, 100cc, 2007-2012
- Piaggio Fly 125, 125cc, 2005 - 2006, vernieuwd 2008-2012
- Piaggio Fly 150, 150cc, 2005 - 2006, vernieuwd 2008-2012
- Piaggio New Fly 50 4T, 50cc (25km/u), 2012-2018
- Piaggio New Fly 50 4T, 50cc, 2012-2018
- Piaggio New Fly 50 4T, 125cc, 2012-2018
- Piaggio New Fly 50 4T, 50cc, 2013-2018